# Bogdan Dobrev
Bogdan Dobrev, född den 29 juli 1957, är en bulgarisk roddare.
Han tog OS-brons i scullerfyra i samband med de olympiska roddtävlingarna 1980 i Moskva.